# Eublemma decora
Eublemma decora är en fjärilsart som beskrevs av Walker 1869. Eublemma decora ingår i släktet Eublemma och familjen nattflyn. Inga underarter finns listade i Catalogue of Life.